# Farigia hydriana
Farigia hydriana är en fjärilsart som beskrevs av William Schaus 1901. Farigia hydriana ingår i släktet Farigia och familjen tandspinnare. Inga underarter finns listade i Catalogue of Life.